# Microgomphus thailandica
Microgomphus thailandica är en trollsländeart som beskrevs av Syoziro Asahina 1981. Microgomphus thailandica ingår i släktet Microgomphus och familjen flodtrollsländor. IUCN kategoriserar arten globalt som livskraftig. Inga underarter finns listade i Catalogue of Life.